# El Tot Mataró i Maresme
El Tot Mataró i Maresme, més conegut com «El Tot», va ser una de les dues revistes referents d'actualitat que es publicava a Mataró i al Maresme. L'altra és la Clau del Maresme
El setmanari es va crear el 1981 per Fernando Rodríguez i Carmen Guisado que van convèncer l'ajuntament d'implicar-se en una petita revista gratuïta. És el primer setmanari gratuït de Catalunya i el segon de l'Estat Espanyol, va esdevenir uns dels setmanaris més llegits de Catalunya, amb un lectorat de 63.000 persones. El 2006 va celebrar el seu 25è aniversari amb una modernització de la seva web i el 2016 el 35è amb una gran festa popular. El 2013 els locals de les dues revistes mataronines van ser víctimes d'actes de vandalisme per nacionalistes espanyols.
El març del 2020 es va donar a conèixer que per motius econòmics es deixaria de publicar la revista en paper.